# Bever-Rundweg
Der Bever-Rundwanderweg führt im Uhrzeigersinn auf einer 15 km Wanderstrecke sehr häufig in Ufernähe um die Bevertalsperre. Ein möglicher Startpunkt ist die Gaststätte „Zum Beverblick“ in Großberghausen am West-Ufer der Talsperre. Ein gastronomisches Angebot gibt es erst nach 13 km, wenn der Rundweg wieder das westliche Ufer der Talsperre erreicht hat.
Der Wanderweg folgt dem Ufer auf der Westseite nach Norden in den Stooter Arm der Bevertalsperre bis zum Einlauf der Bever in die Talsperre. Hier biegt man mit der Straße Richtung Müllensiepen nach rechts ein und vor dem Erreichen der Hofschaft Müllensiepen erneut nach rechts.
Der Wanderweg passiert die Ortschaften Kleinhöhfeld und Höhe und gelangt schließlich bei Großhöhfeld an den Einlaufbereich der Lüttgenau in die Bevertalsperre. Nach dem man den Vorsperrendamm überschritten hat, führt der Weg nach links entlang der Vorsperre und steigt bei Unterlüttgenau durch einen Forst stetig an, bis der Wanderweg die Kreisstraße 13 erreicht hat. Parallel zur K 13 folgt man dieser bis zum Wanderparkplatz Niederlangenberg, wo der Wanderweg nach Niederlangenberg abbiegt und leicht abwärts bis zum östlichen Staudammende der Bevertalsperre führt. Nachdem das westliche Staudammende erreicht ist, folgt man dem Weg am Ufer entlang der Badestelle „Zornige Ameise“ (Gaststätte) bis zum Start-/Zielpunkt der Gaststätte „Zum Beverblick“ in Großberghausen.

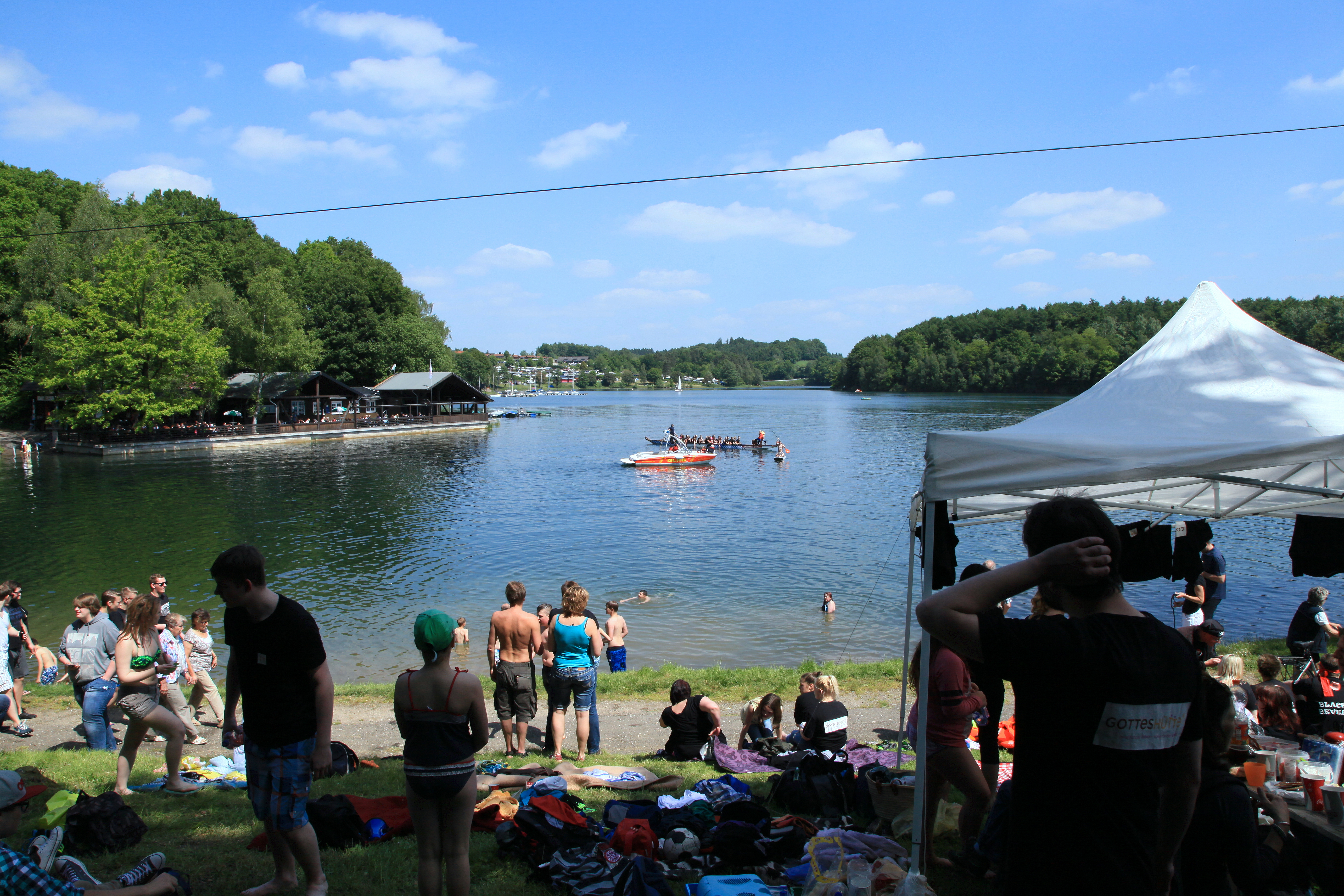
Drachenboot-Festival
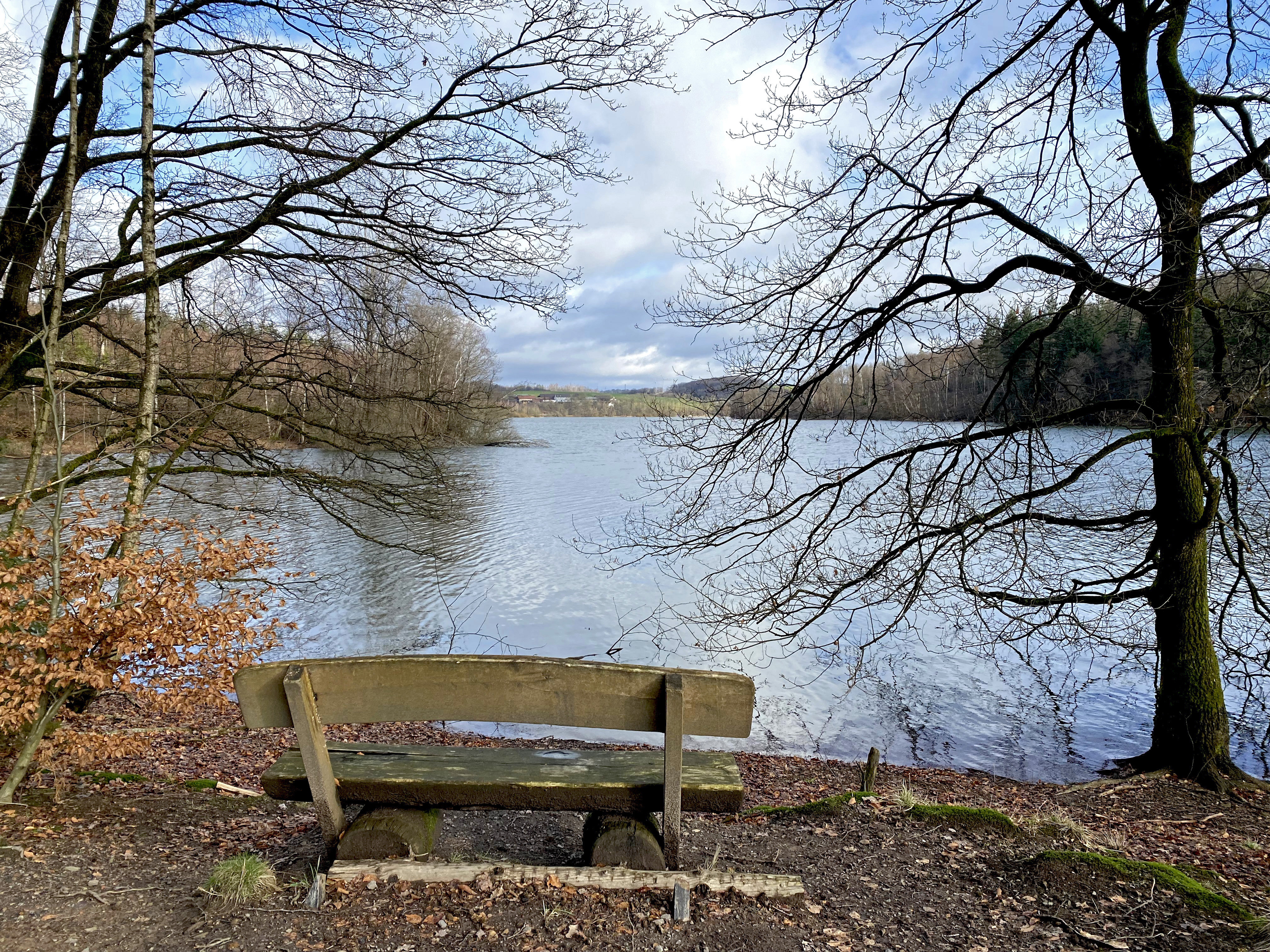
Bever-Rundweg am Stooter Arm
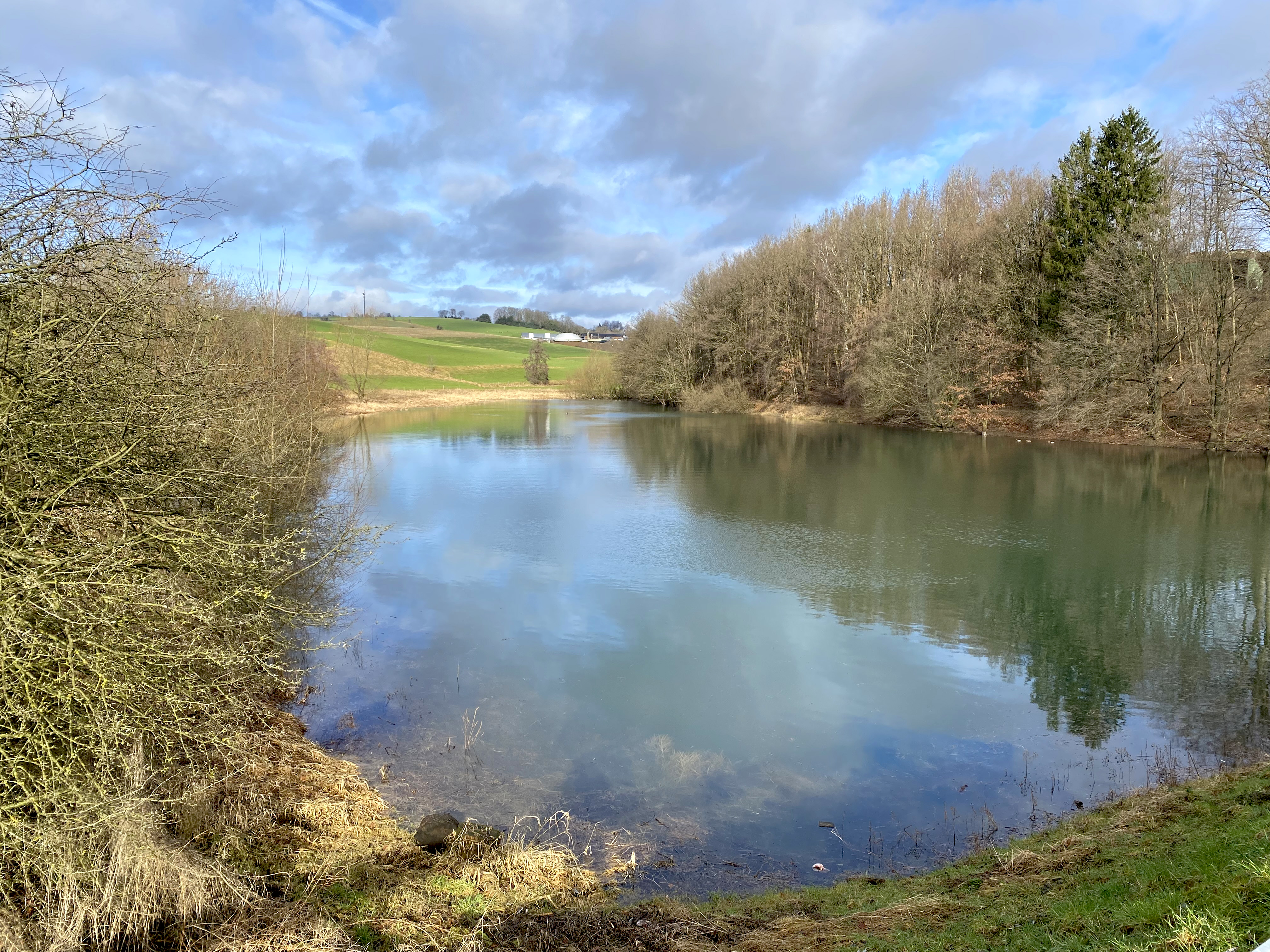
Scheuerbach-Vorsperre
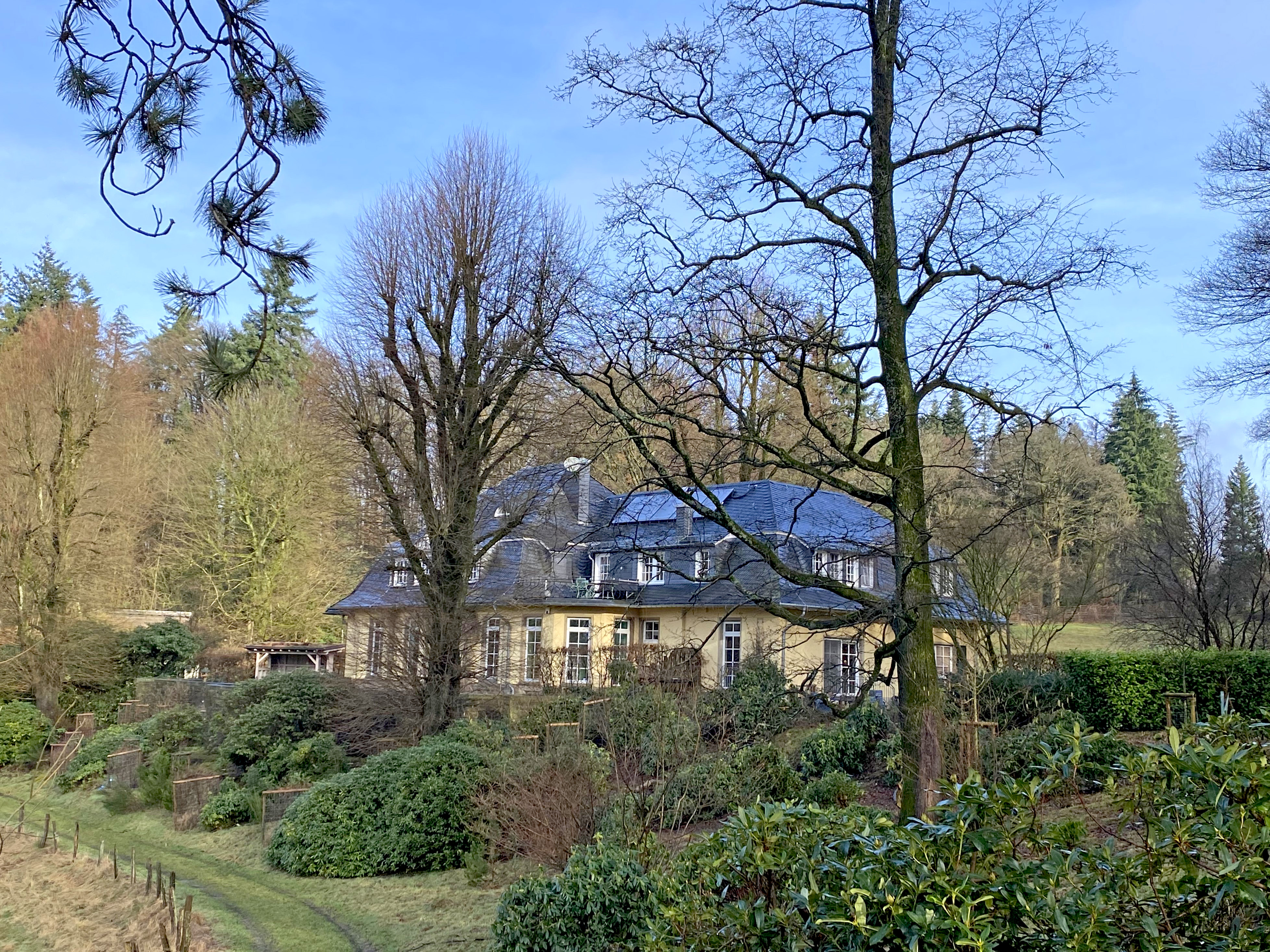
Villa Hardt in Kleinhöhfeld
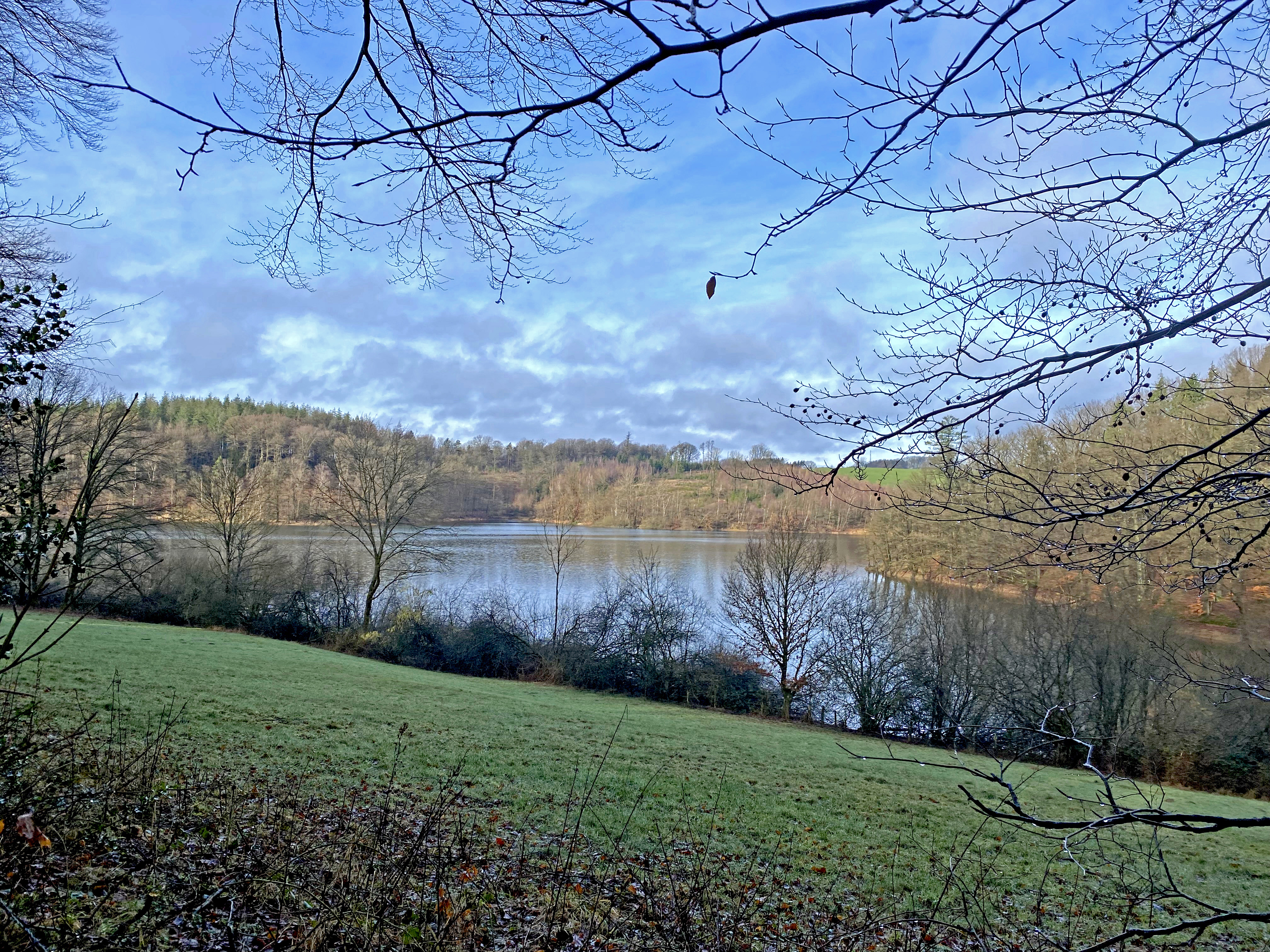
Bever bei Kleinhöhfeld
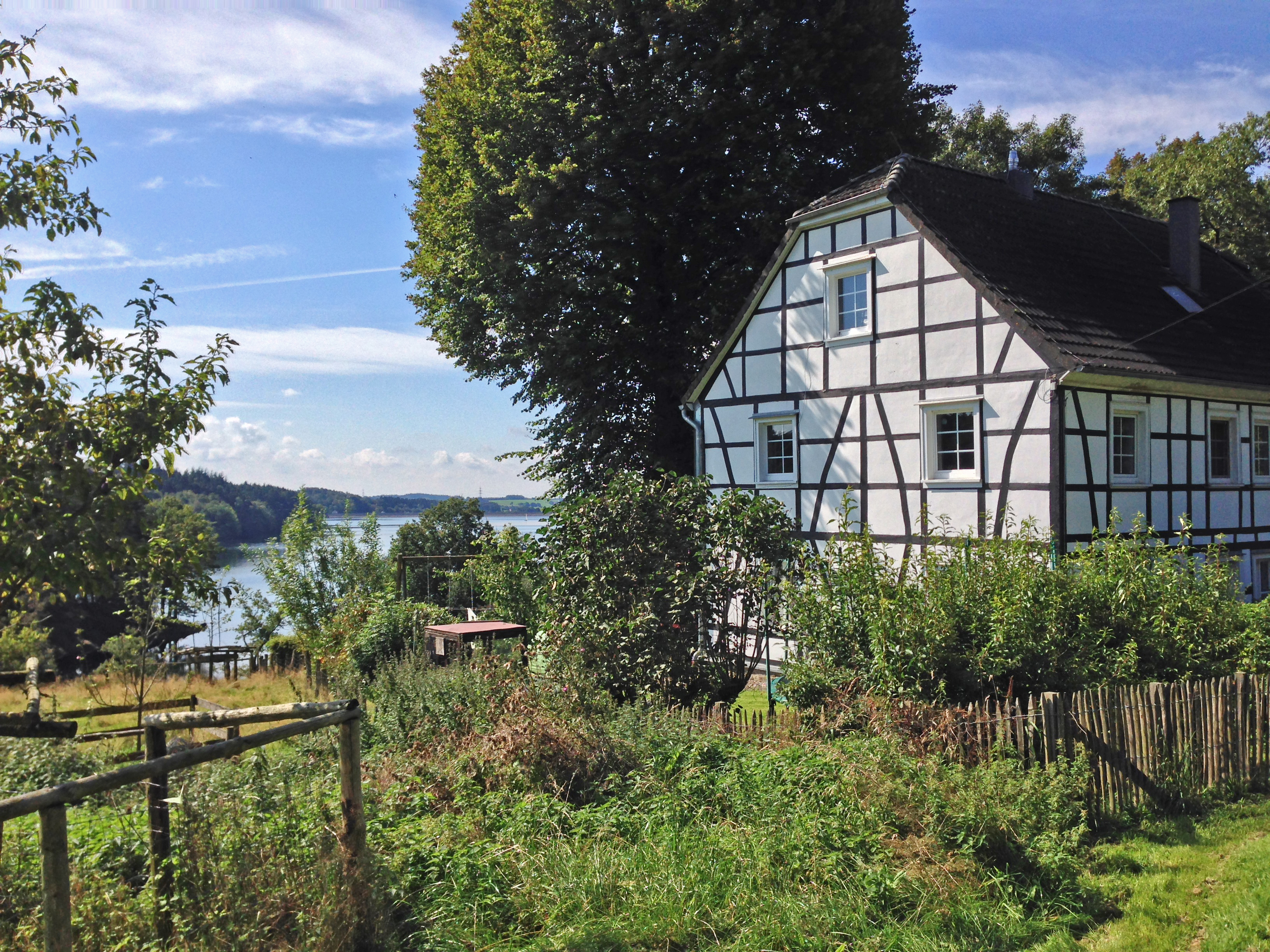
Hofschaft Höhe mit Aussicht auf die Bevertalsperre
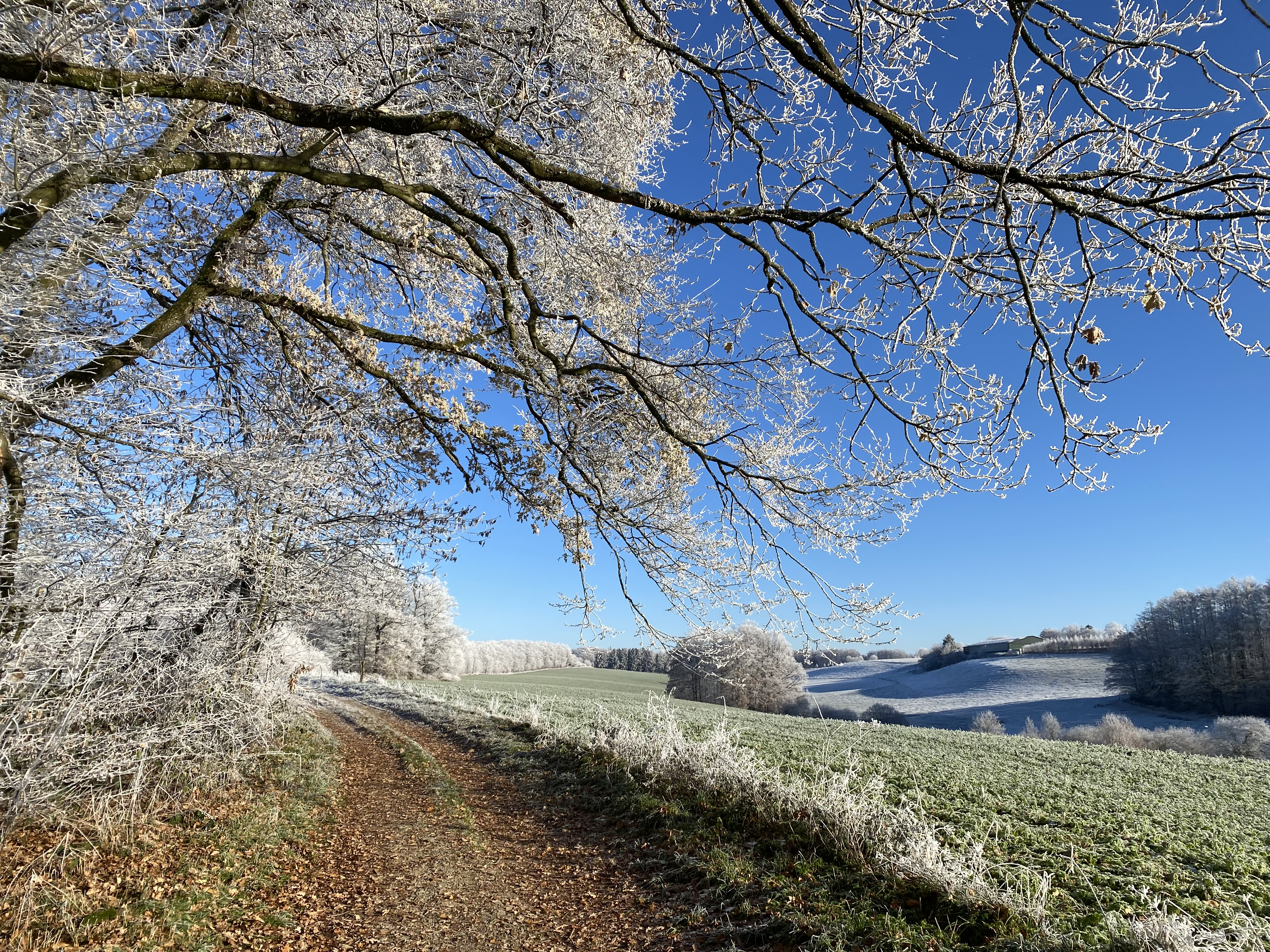
Weg zw. Niederlangenberg u. Elberhausen
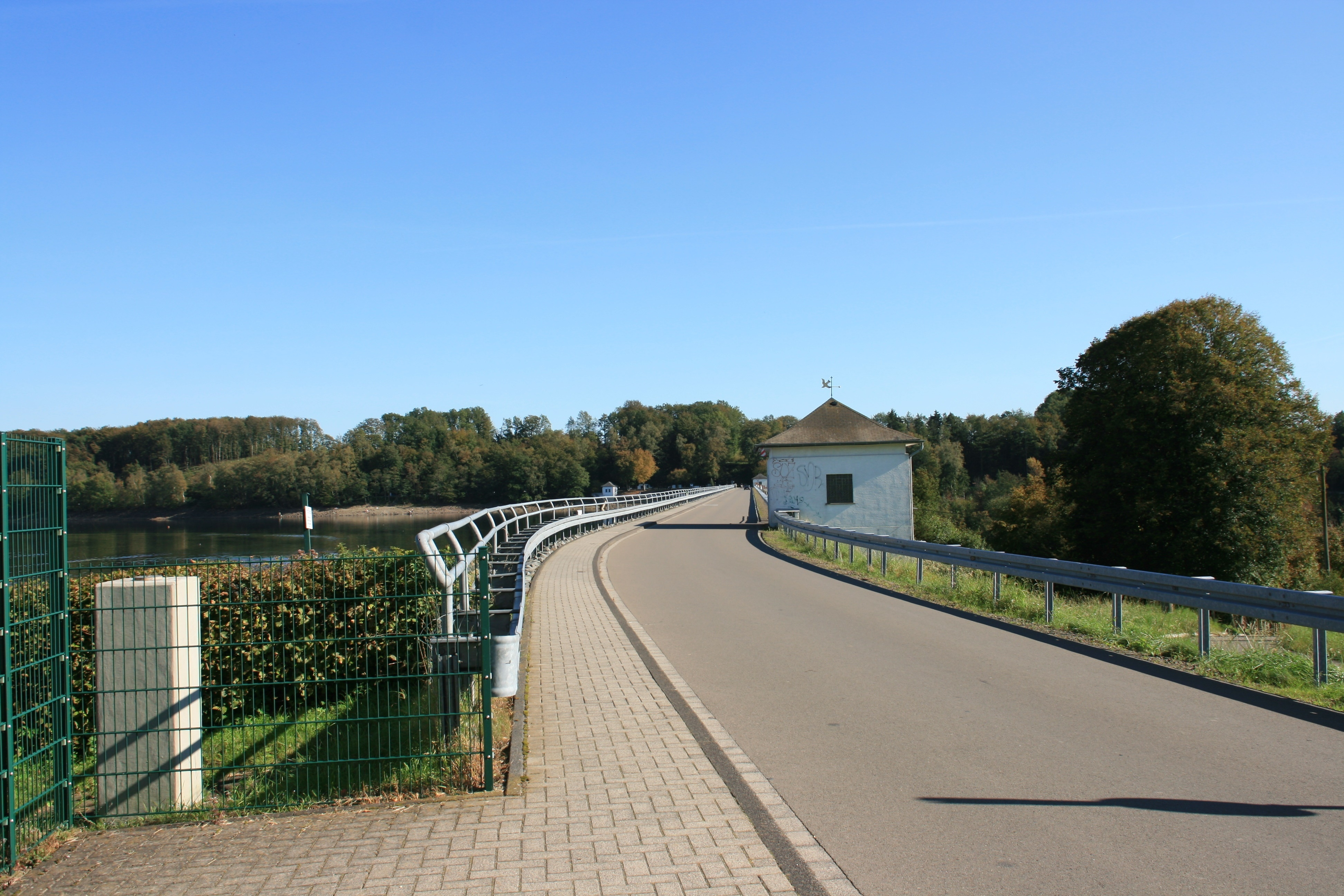
Staudamm der Bevertalsperre
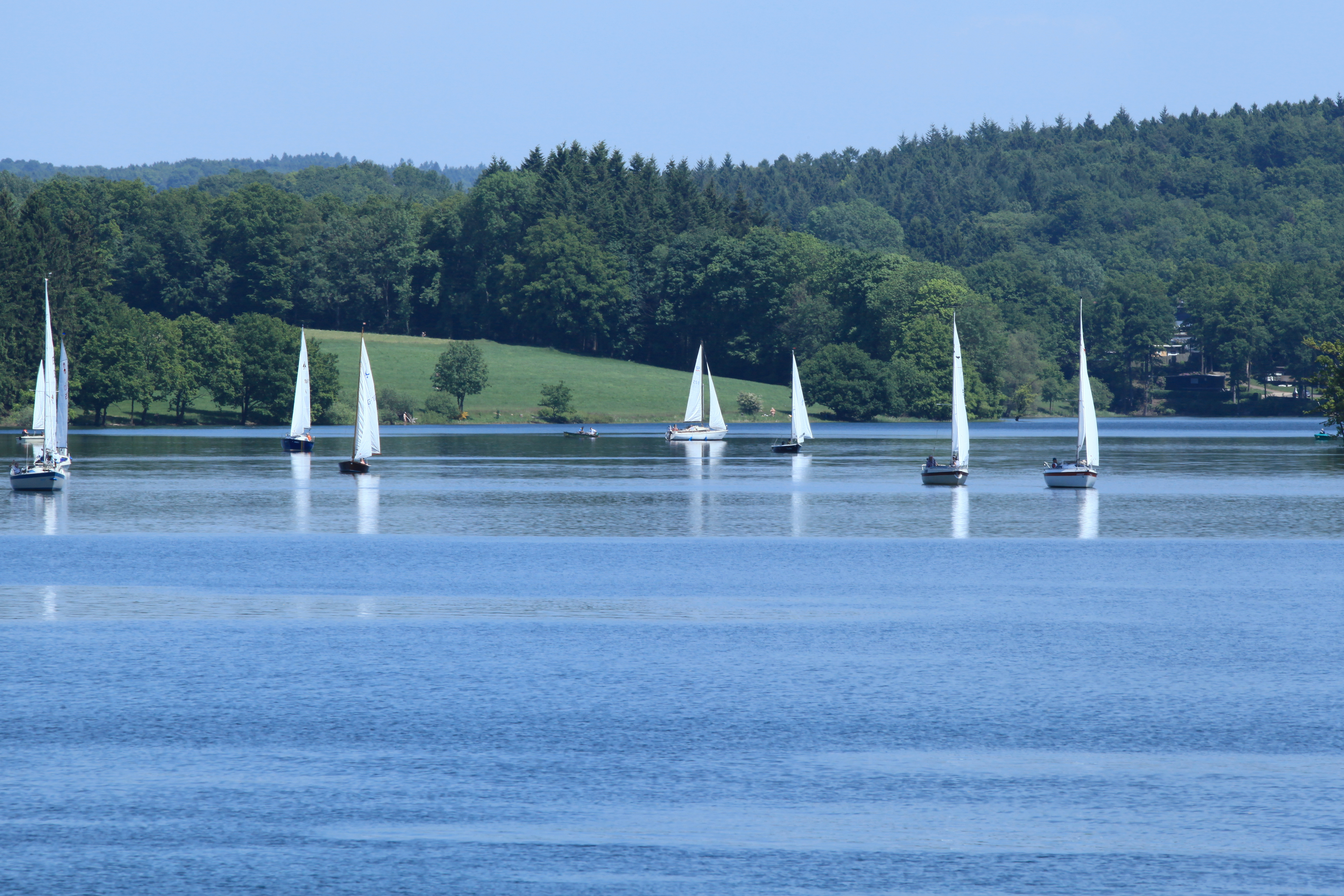
Bevertalsperre
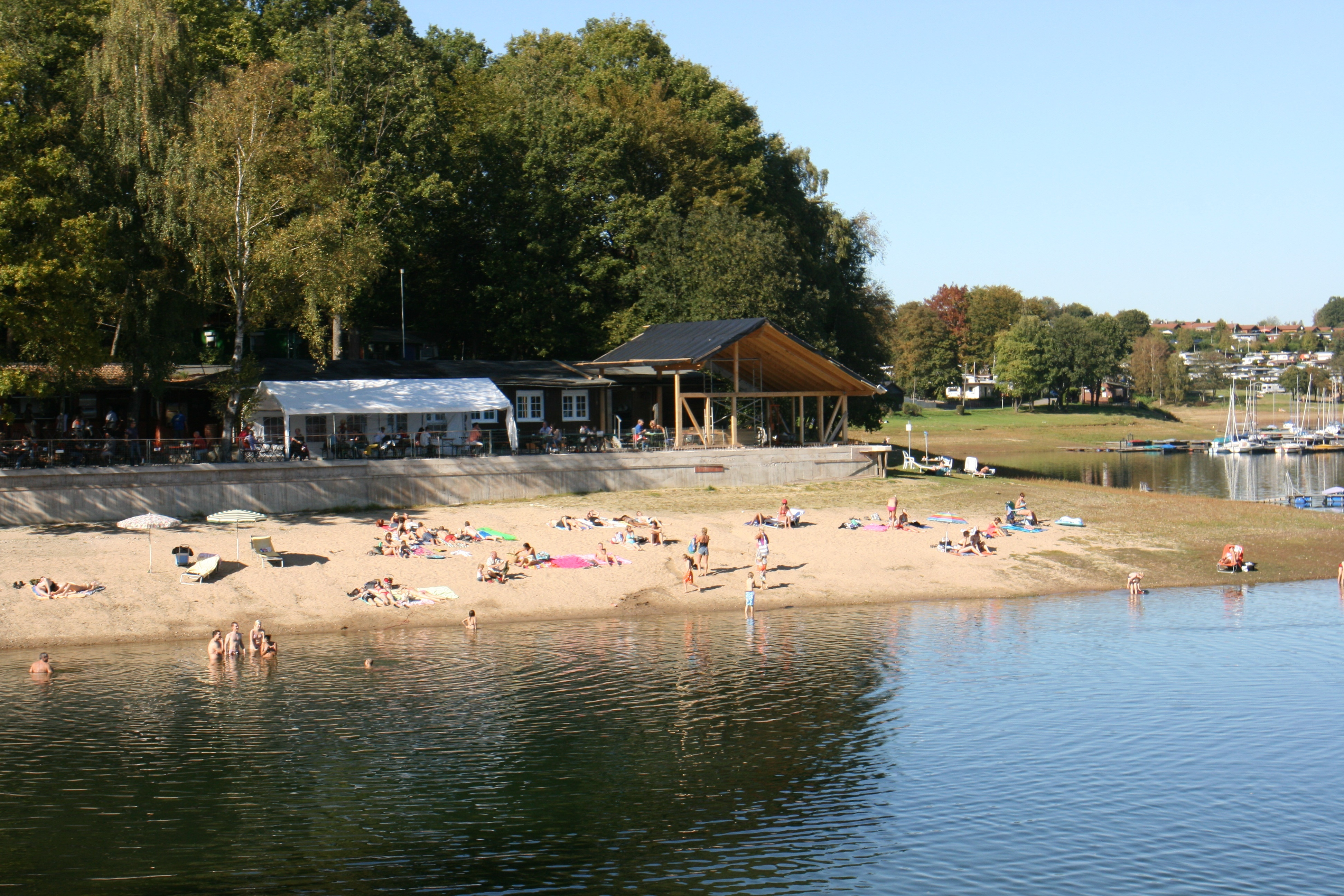
Badestelle Zornige Ameise